# إنجيل لوقا
إنجيل لوقا يسرد حياة يسوع، مماته وقيامته.
إنجيل لوقا هو أطول الأناجيل الأربعة وأطول كتاب في العهد الجديد؛ جنباً إلى جنب مع سفر أعمال الرسل يشكلان جزئين اثنين لعمل واحد من تأليف المؤلف نفسه، ويُسميان لوقا–أعمال. مصادر الإنجيل هي إنجيل مرقس وتجميعة أقوال افتراضية تسمى الوثيقة ق ومجموعة من المحتويات تسمى «المصدر ل» والتي لا توجد إلا في هذا الإنجيل.
إنجيل لوقا وسفر أعمال الرسل لا يذكران اسم المؤلف. حسب تقليد الكنيسة فهو لوقا الإنجيلي، رفيق بولس، ولكن في حين أن هذا الرأي لا يزال في بعض الأحيان يطرح من قبل البعض، إلا أن الإجماع يؤكد وجود العديد من التناقضات بين سفر الأعمال ورسائل بولس الأصلية. تاريخ تأليف الإنجيل الأكثر احتمالاً هو بين سنتي 80-110، وهناك أدلة على أنه كان لا يزال قيد التنقيح خلال القرن 2.

## الكتابة
كاتب إنجيل لوقا (البشير لوقا) هو أيضاً كاتب سفر أعمال الرسل.
أهم سبب لهذا الاقتراح هو من المقدمة لكلا الكتابين (إنجيل لوقا وسفر أعمال الرسل)، حيث المقدمتين تبدأ بذكر اسم ثاوفيلس، وفي مقدمة سفر أعمال الرسل نرى انه مكتوب «كتبت لك يا ثاوفيلس (في كتابي الأول) عن حياة السيد المسيح».
وإضافة لذلك هناك تشابه باللغة والنظام اللاهوتي للكتابين لذلك يٌُقترح انه هناك كاتب واحد لهذين الكتابين.
مع موافقة تقريبا جميع الدارسين (يودو سكنيل) يكتب «ان التشابه الكبير من حيث اللغة والنظام اللاهوتي للكتابين» إنجيل لوقا واعمال الرسل «يدل على ان للكتابين كاتب واحد» (المرجع: تاريخ ولاهوت كتابات العهد الجديد صفحة 259) (The History and Theology of the New Testament Writings, p. 259).
إنجيل لوقا موجه إلى ثاوفيلس (أي معناه باليونانية «محب الله»، وممكن ان لايكون اسم بل مصطلح عام لشخص مسيحي).
ان هذا الإنجيل وبصورة واضحة موجه إلى المسيحيين أو الناس الذين لهم معرفة بالمسيحية، وليس إلى عامة الشعب.حيث سبب كتابة هذا الإنجيل هو «رَأَيْتُ أَنَا أَيْضاً، بَعْدَمَا تَفَحَّصْتُ كُلَّ شَيْءٍ مِنْ أَوَّلِ الأَمْرِ تَفَحُّصاً دَقِيقاً، أَنْ أَكْتُبَهَا إِلَيْكَ مُرَتَّبَةً يَاصَاحِبَ السُّمُوِّ ثَأوُفِيلُسَ لِتَتَأَكَّدَ لَكَ صِحَّةُ الْكَلاَمِ الَّذِي تَلَقَّيْتَهُ» (لوقا اصحاح 4-1:3).

## اللاهوت

### الكرستولوجيا
إن فهم لوقا ليسوع (الكرستولوجيا) هو أساسي في لاهوته. يمكن رؤية ذلك من خلال الألقاب التي أعطاها لوقا ليسوع: وتشمل (ولكن لا تقتصر على) المسيح (المشيح)، Lord، ابن الله وابن الإنسان. أيضا يمكن عن طريق قراءة لوقا في سياق الشخصيات الإلهية المخلصة اليونانية-الرومانية المماثلة (الأباطرة الرومان على سبيل المثال)، حيث أن هذه الإشارات من شأنها أن تجعل من الواضح لقراء لوقا أن يسوع كان أعظم المنقذين. وأيضا من خلال استخدامه للعهد القديم، واستشهاده بمقاطع من الكتاب المقدس اليهودي لإثبات أن يسوع هو المسيح الموعود. في حين أن الكثير من هذا مألوف، فإن الكثير أيضا مفقود: على سبيل المثال، لوقا ليس به أي إشارة واضحة إلى وجود يسوع قبل مولده أو الاتحاد مع المسيح، كما يشير إشارات قليلة نسبيا إلى مفهوم التكفير: ربما شعر أنه لا يحتاج إلى ذكر هذه الأفكار، أو ربما قد اختلف معها، أو ربما كان ببساطة ليس على علم بها.
ما يقوله لوقا عن المسيح هو غامض أو حتى متناقض. على سبيل المثال، وفقا للوقا 2:11 فإن يسوع أصبح المسيح عند ولادته، لكن في أعمال الرسل 10:37-38 يصبح المسيح في القيامة، بينما في أعمال 3:20 يبدو أن كونه المسيح هو فقط في باروسيا، "المجيء الثاني"؛ كما في لوقا 2:11 فهو المخلص منذ ولادته، لكن في أعمال الرسل 5:31 يصبح المخلص في القيامة; وهو ابن الله منذ ولادته في لوقا 1:32-35، ولكن يصبح ابن الله في القيامة وفقا لأعمال الرسل 13:33. كثير من هذه الاختلافات قد تكون بسبب خطأ من الكتبة، لكن من بينها أيضا تعديلات متعمدة لتعديل مقاطع غير مقبولة مذهبيا أو بسبب رغبة الكتبة في تقديم «براهين» لعقائدهم اللاهوتية المفضلة. مثال على مثل هذه التعديلات المتعمدة يوجد في ما ذكر في لوقا حول معمودية يسوع، حيث تقريبا جميع الشهود القدامى يذكرون أن الإله قال: «هذا اليوم أنا ولدتك.» (لوقا اتخذ الكلمات من المزمور 2). هذه القراءة هي صعبة لاهوتيا، حيث أنها تعني أن الله الآن منح مكانة للمسيح لم تكن له في وقت سابق. بالتالي فمن غير المرجح أن تكون القراءة الأكثر شيوعا للوقا 3:22 (وَكَانَ صَوْتٌ مِنَ السَّمَاءِ قَائِلًا: «أَنْتَ ابْنِي الْحَبِيبُ، بِكَ سُرِرْتُ») أصلية.

## استشهادات
1. ↑  Thompson 2010، صفحة 319.
2. ↑  Johnson 2010، صفحة 44.
3. ↑  Burkett 2002، صفحة 196.
4. ↑  Theissen & Merz 1998، صفحة 32.
5. ↑  Ehrman 2005، صفحات 172, 235.
6. ↑  Perkins 2009، صفحات 250–53.
7. ↑  Powell 1989، صفحة 60.
8. ↑  Powell 1989، صفحات 63–65.
9. ↑  Powell 1989، صفحة 66.
10. 1 2  Buckwalter 1996، صفحة 4.
11. ↑  Ehrman 1996، صفحة 65.
12. ↑  Miller 2011، صفحة 63.
13. 1 2 3 4  Ehrman 1996، صفحة 66.